# Aston Martin
Aston Martin est un constructeur automobile britannique de voitures de luxe et de course, crée en 1913 à Chelsea (Londres) par Lionel Martin et Robert Bamford. Basée à Gaydon, dans le Warwickshire (Angleterre). Le nom vient du fait que Lionel Martin avait créé une voiture qui remporta la course d'Aston Clinton en 1914. La fusion des deux noms « Aston » et « Martin » donna donc le nom de la marque. L'emblème ailé, introduit en 1932 par Sammy Davis, un ancien pilote de la marque Bentley, a pour origine le dieu égyptien Khépri, symbolisé par un scarabée.

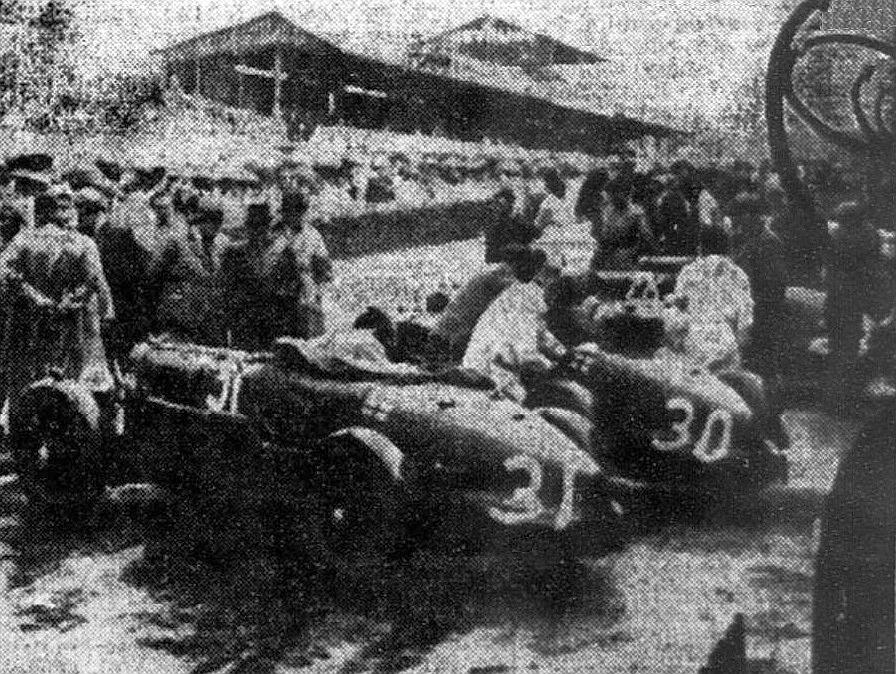
Deux Aston Martin au ravitaillement, lors des 24 Heures du Mans 1935.

Le milliardaire canadien Lawrence Stroll étant devenu actionnaire de la marque, Aston Martin s'engage comme constructeur en Formule 1 en 2021, avec Aston Martin F1 Team, nouvelle dénomination de l'écurie Racing Point F1 Team. Le premier podium en Formule 1 dans l'histoire de cette écurie est obtenu par Sebastian Vettel, deuxième du Grand Prix d'Azerbaïdjan le 6 juin 2021.

## Histoire

### De 1910 à 1930
La première voiture produite par Lionel Martin est terminée en 1913 ; elle était destinée à concurrencer Bugatti. Cette voiture atteignait les 115 km/h. Après la Première Guerre mondiale, la firme est sauvée par l'aide financière du comte Zborowski, riche mécène d'origine polonaise. Le 24 mai 1922, la « Bunny » bat le record du monde en roulant 16 h 30 min à une moyenne de 125 km/h. En 1925, l’entreprise est mise en liquidation, mais est reprise en octobre 1926 par Augusto César Bertelli. En 1932, une Aston Martin gagne la coupe biannuelle du Mans.

### De 1940 à 1970

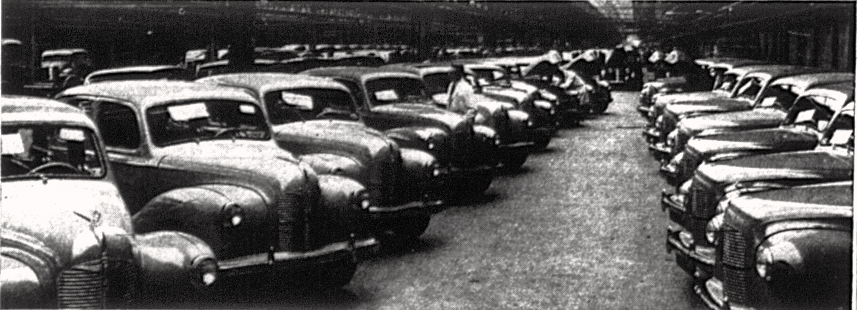
Autos fabriquées par la compagnie Aston à Birmingham en 1948.

En 1947, la firme fait face à des difficultés financières. Elle est rachetée par David Brown Limited, qui la fusionne avec Lagonda, qu'il possède déjà. Il installe l'usine à Newport Pagnell. En 1948 la marque remporte les 24 Heures de Spa. En 1956 et en 1959, Aston Martin tente des incursions dans la Formule 1, mais sans succès. En 1956, la marque remporte le RAC Rally avec Lyndon Sims sur modèle DB2. En 1959, sortent les DBR, les voitures de course qui feront la renommée de l'entreprise. Ces voitures gagneront trois fois successivement les 1 000 km du Nürburgring, et seront victorieuses dans de nombreuses courses internationales (notamment avec Carroll Shelby aux 24 Heures du Mans 1959). Cette même année 1959 voit également paraître la DB4, puis la DB5 rendue célèbre par son apparition dans le film Goldfinger en tant que voiture de fonction de James Bond. La marque passe sous le contrôle d'investisseurs américains, la Company Developments, en 1972. Mais ces derniers n'arriveront pas à redresser la marque qui est revendue en 1975.

### De 1980 à 2006

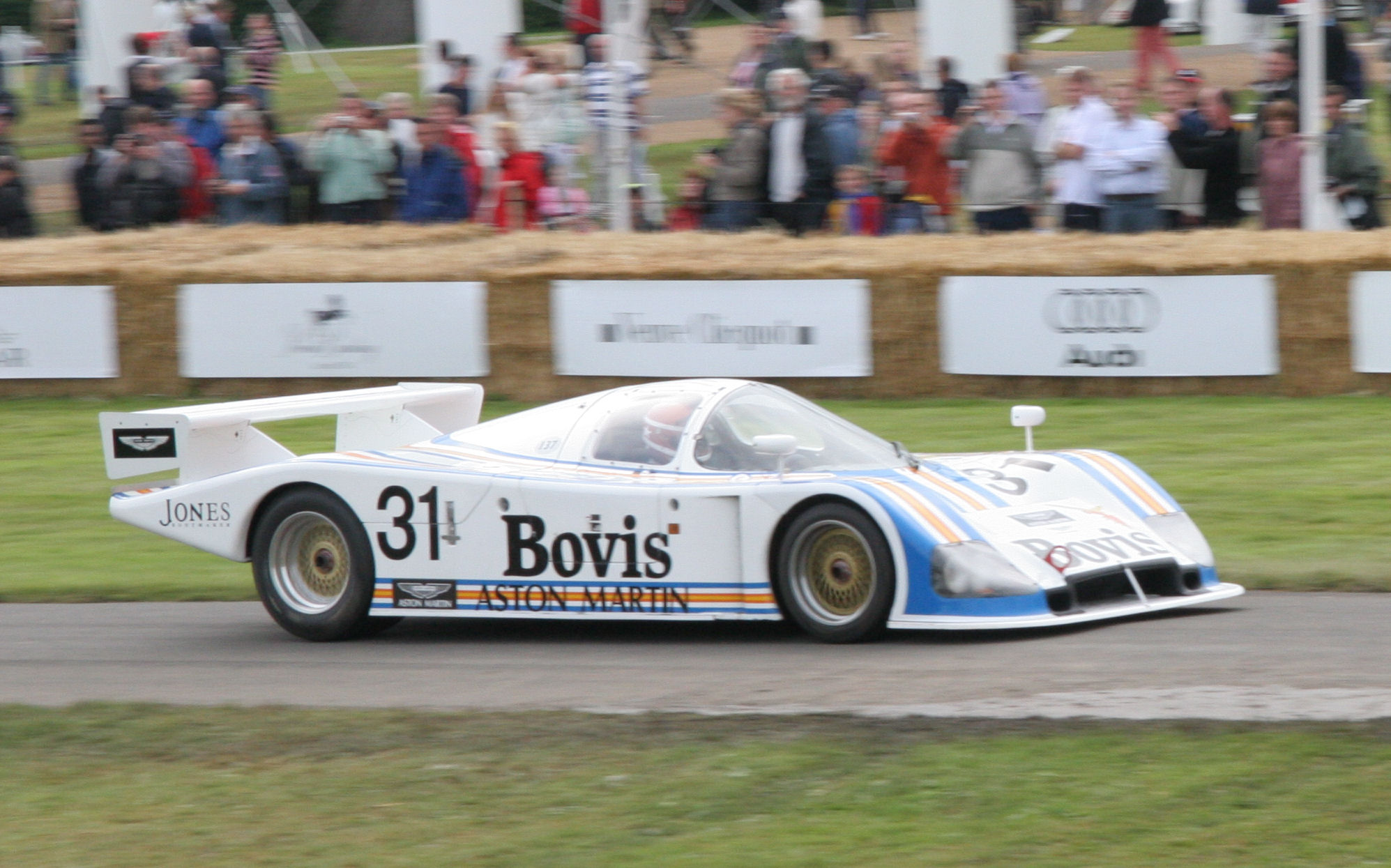
Nimrod NRA/C2-Aston Martin, 1984.

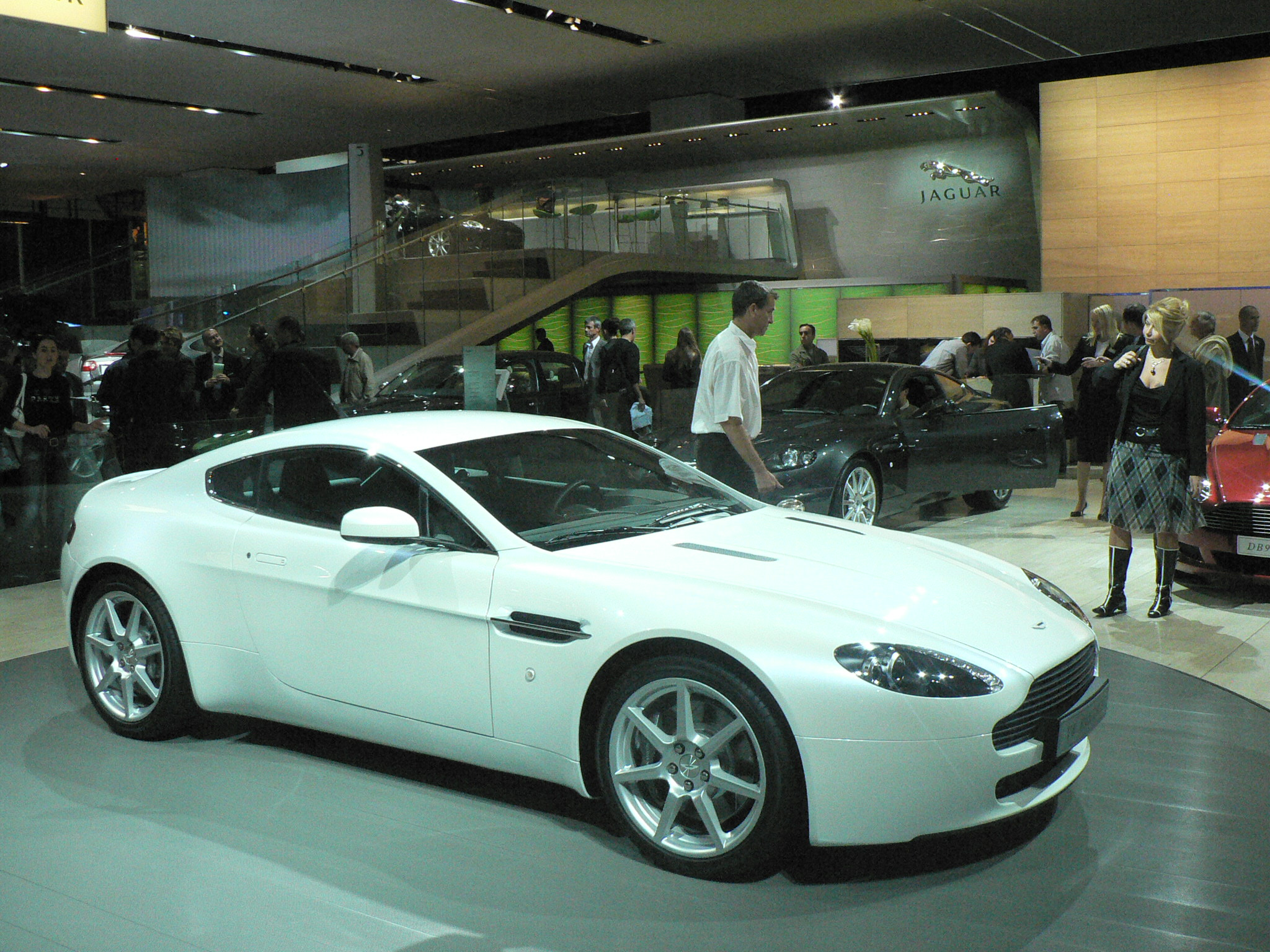
Aston Martin V8 Vantage, 2005.

Avant le milieu des années 1980, la société change à nouveau de propriétaire, c'est une famille d'armateurs grecs, les Livanos, qui possédait alors 75 % des parts de la firme anglaise. En 1987, le groupe américain Ford devient actionnaire majoritaire de la firme, puis acquiert la totalité des actions en 1993. Durant les années 1980 et 1990, de nombreux modèles à succès sortiront : DBS V8, cabriolet Volante, Vantage, DB7… En 2004 Aston Martin et le préparateur automobile Prodrive créent l'écurie de course automobile Aston Martin Racing.

### De 2007 à 2020
Une nouvelle page se tourne le 12 mars 2007 pour Aston Martin. Le groupe Ford, en difficulté financière, avait en effet décidé de vendre la marque pour pouvoir mieux se concentrer sur sa marque. Après plusieurs hypothèses, dont le groupe LVMH, c'est un consortium mené par David Richards (fondateur de Prodrive), John Sinders et deux sociétés koweïtiennes Investment Dar et Adeem Investment qui remportent la mise et deviennent les nouveaux propriétaires d'Aston Martin. Ils annoncent que la production des voitures sera prochainement délocalisée.
Aston Martin a également remporté les Le Mans Series 2009 pour sa première apparition en LMP1 en terminant toutes les courses sur le podium dont deux victoires. Le coupé est nommé Lola-Aston Martin B09/60 ou Lola Aston Martin DBR1-2 en hommage aux 50 ans de la victoire de la DBR1 aux 24 heures du Mans 1959.
En 2012, Aston Martin crée son antenne de personnalisation appelée Q.
En 2013, Aston Martin fête son centenaire.
En janvier 2014, Aston Martin est contrainte de rappeler 17 590 automobiles, soit 75 % de six ans de production, après avoir découvert qu'un de ses sous-traitants utilisait du plastique de contrefaçon pour confectionner une partie de la pédale d'accélérateur.
En septembre 2014, Andy Palmer devient le nouveau patron d'Aston Martin et remplace l'allemand Ulrich Bez parti chez Alset.
En juillet 2017, Aston Martin annonce sa première voiture électrique, la RapidE. L'entreprise planifie de produire 155 RapidE en 2019.
En novembre 2017, Aston Martin dévoile la Vantage version route et GTE.
Dans une nouvelle logique, Aston Martin annonce le 8 avril 2018 que le constructeur pourrait revenir en Formule 1 en tant que motoriste après 2020.
En 2018, la marque dévoile au salon aéronautique de Farnborough un concept d'appareil volant à moteur hybride et à décollage et atterrissage vertical, La Volante Vision d'Aston Martin. Le concept est créé en partenariat avec l’université de Cranfield, Cranfield Aerospace Solutions, et Rolls-Royce.
En octobre 2018, la firme Aston-Martin-Lagonda est cotée en bourse à Londres, recevant un accueil mitigé.
En novembre 2018, Aston Martin dévoile son premier SUV encore sous camouflage, le DBX. Le 20 novembre 2019, le constructeur dévoile la version de série du véhicule au salon de Los Angeles 2019.

### À partir de 2020
Le 31 janvier 2020, jour du Brexit, Lawrence Stroll prend une participation dans Aston Martin en rachetant 16,7 % des parts du constructeur pour la somme de 216,6 millions d'euros. Il investit 380 millions d'euros dans la marque avec le consortium Yew Tree Overseas Limited et devient président exécutif du constructeur. L'équipe de Formule 1 Racing Point F1 Team deviendra l'équipe officielle d'Aston Martin et en prendra le nom à partir de 2021. En mars 2020, grâce une collecte de fonds supplémentaire, Lawrence Stroll passe à 25 % du capital de la marque.
Le 26 mai 2020, le conseil d'administration annonce le départ avec effet immédiat du directeur général Andy Palmer. Le vice-président Keith Stanton assure l'intérim jusqu'au 1er août où Tobias Moers, ancien directeur général de Mercedes-AMG, prendra ses fonctions.
En 2022, Aston Martin et Britishvolt annoncent officiellement leur collaboration dans le développement de batteries cylindriques. La firme britannique souhaite également devenir une marque 100 % électrique dès 2030.
Aston Martin annonce officiellement en avril 2022 que son premier modèle électrique sera lancé en 2025.
Aston Martin a lancé un partenariat avec le team de course des 24h du Mans "HEART OF RACING" pour engager deux Aston Martin Valkyrie AMR PRO en WEC en 2025. Une autre Aston Martin Valkyrie AMR PRO sera engagée en IMSA en 2025

## Modèles
- Vintage 1.5 litre (1913 - 1937)

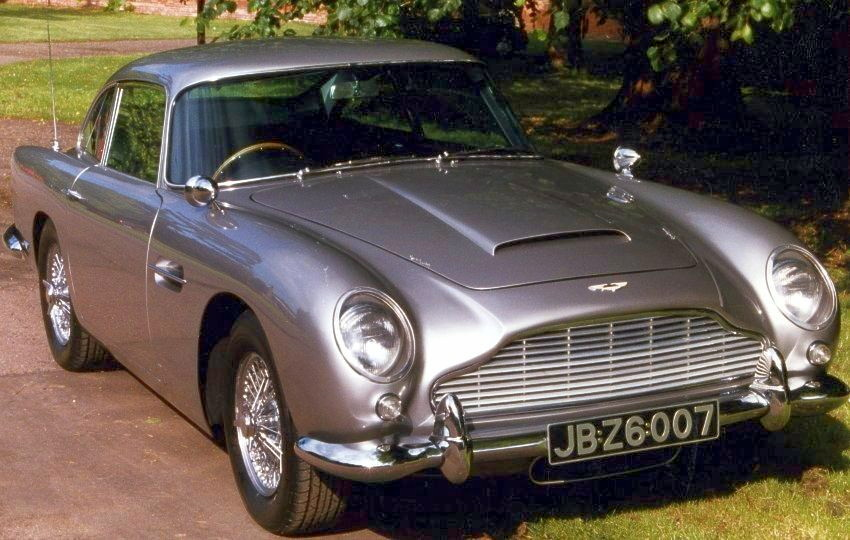
Aston Martin DB5, 1963.

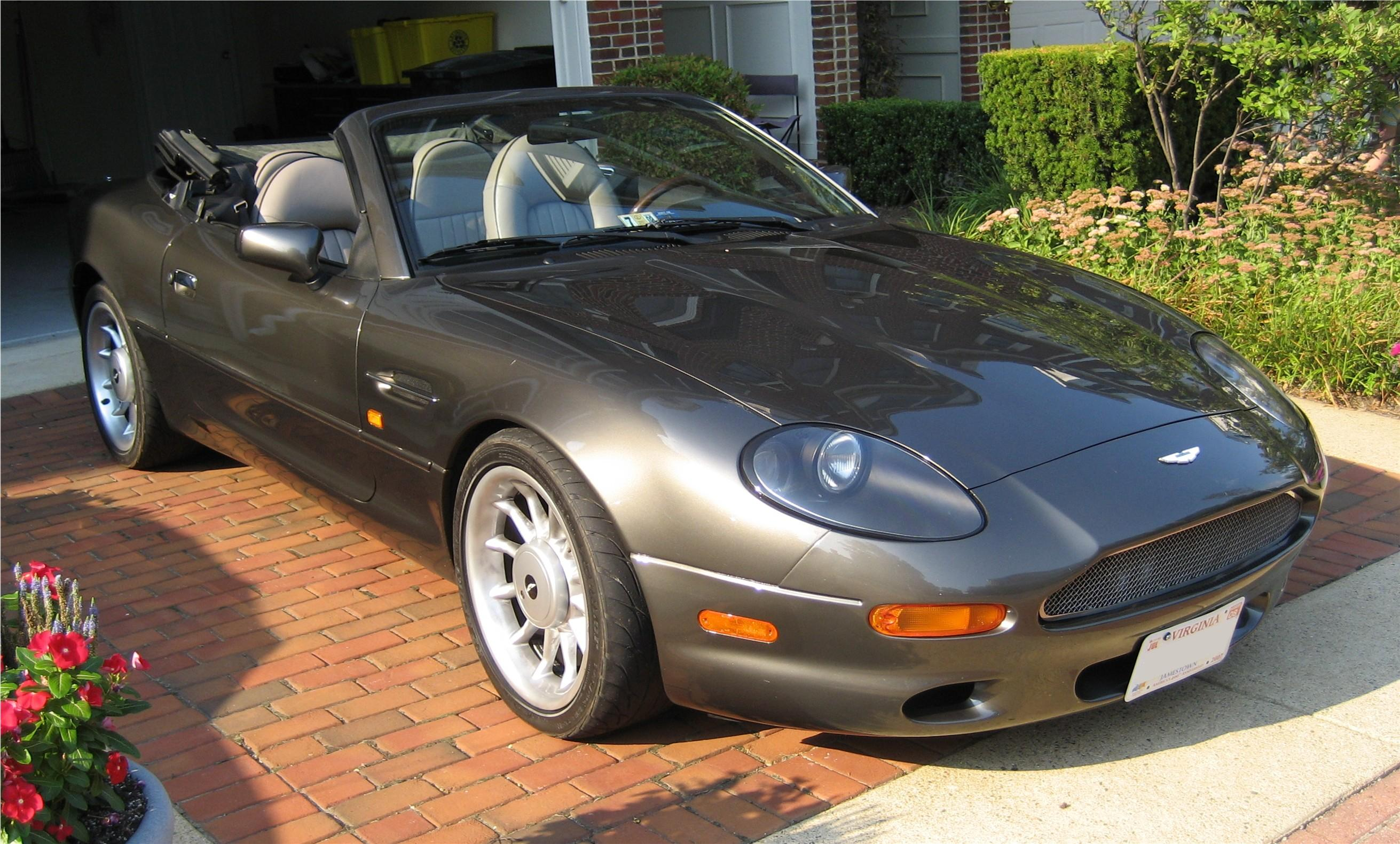
Aston Martin DB7 Volante, 1996.

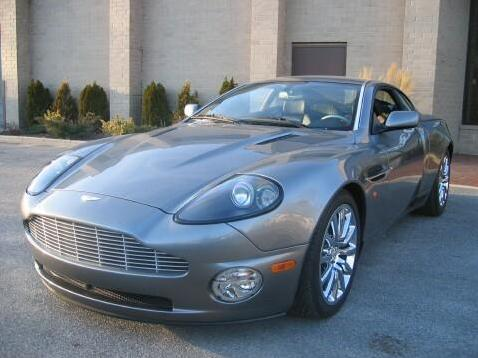
Aston Martin Vanquish 2001.

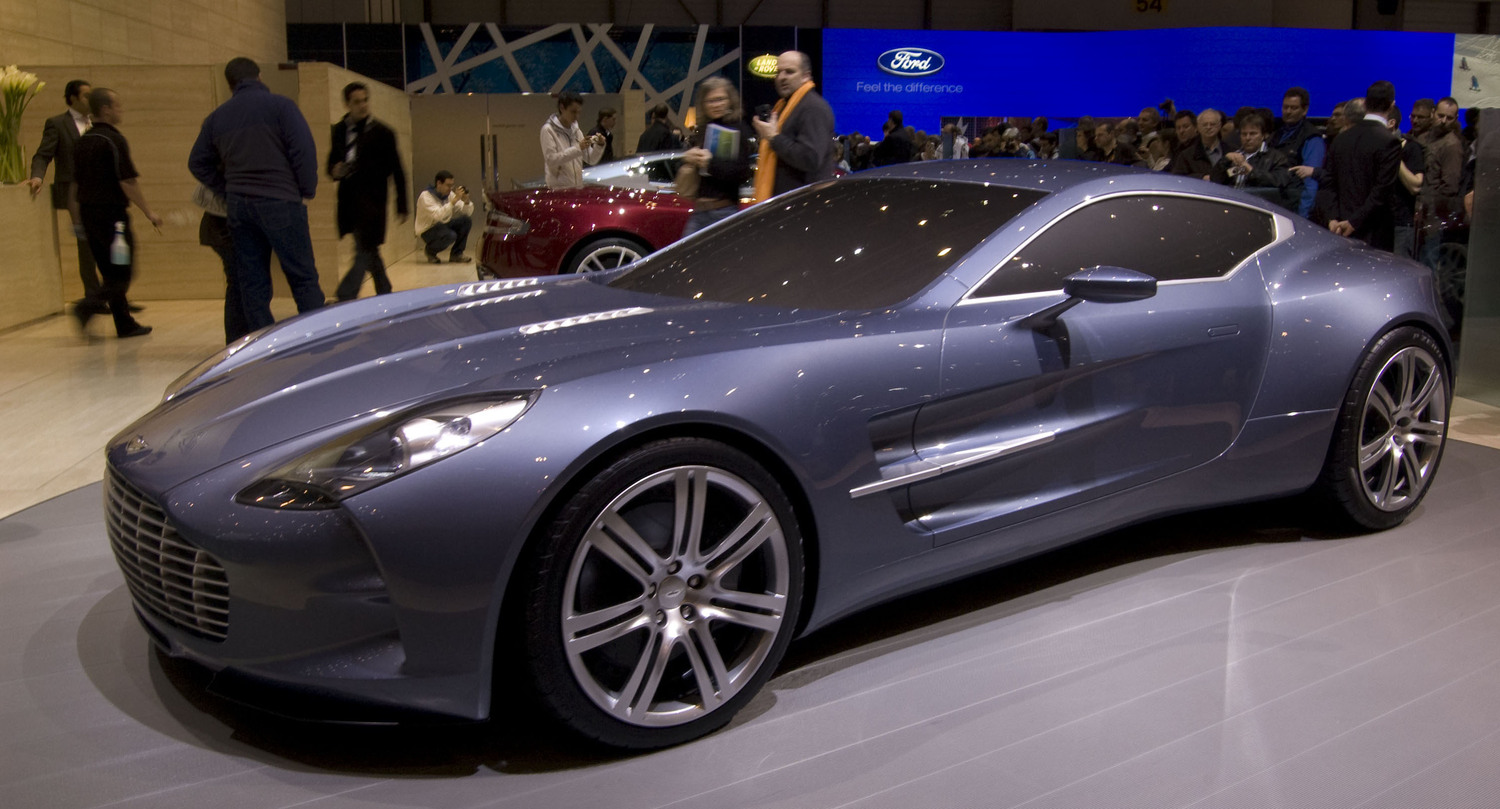
Aston Martin One-77, 2009.

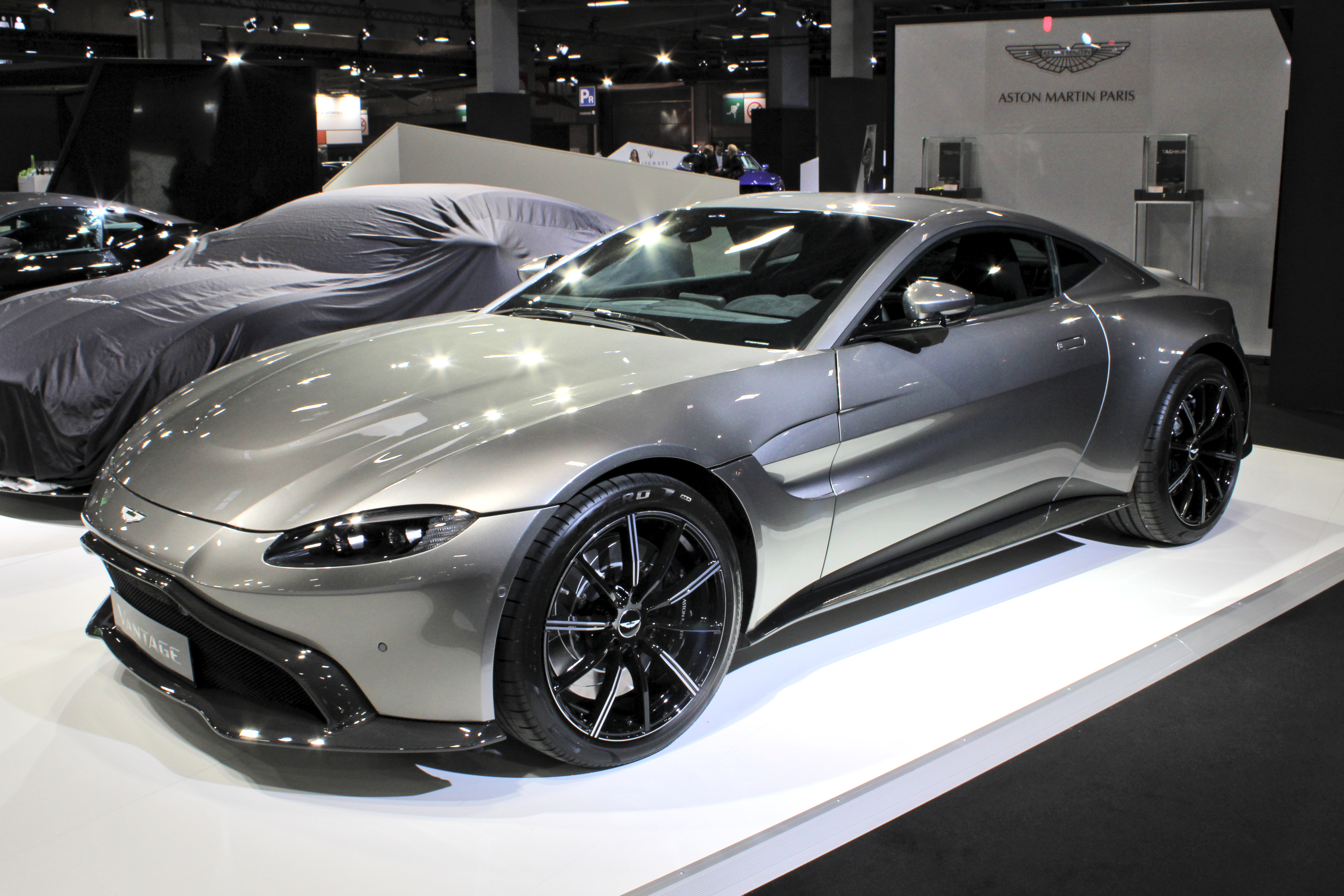
Aston Martin Vantage, 2017.

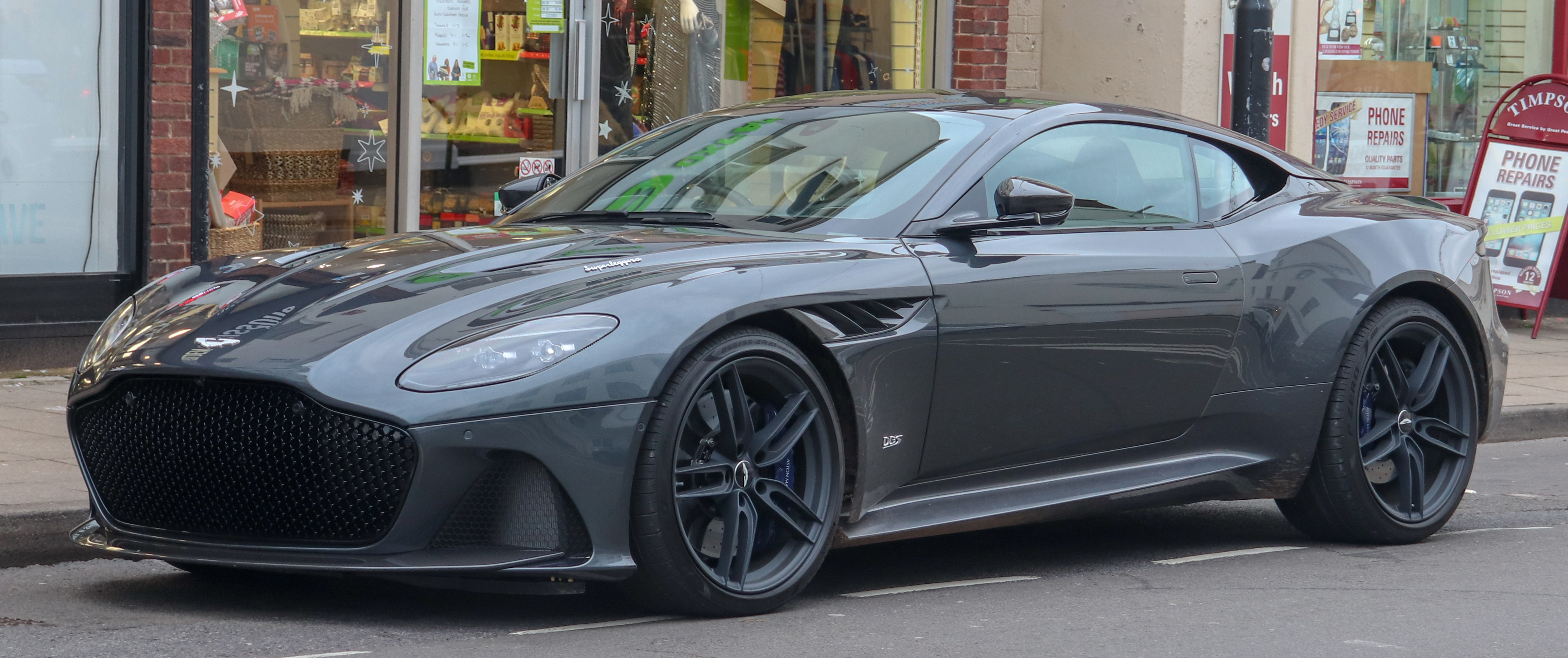
Aston Martin DBS Superleggera, 2018.

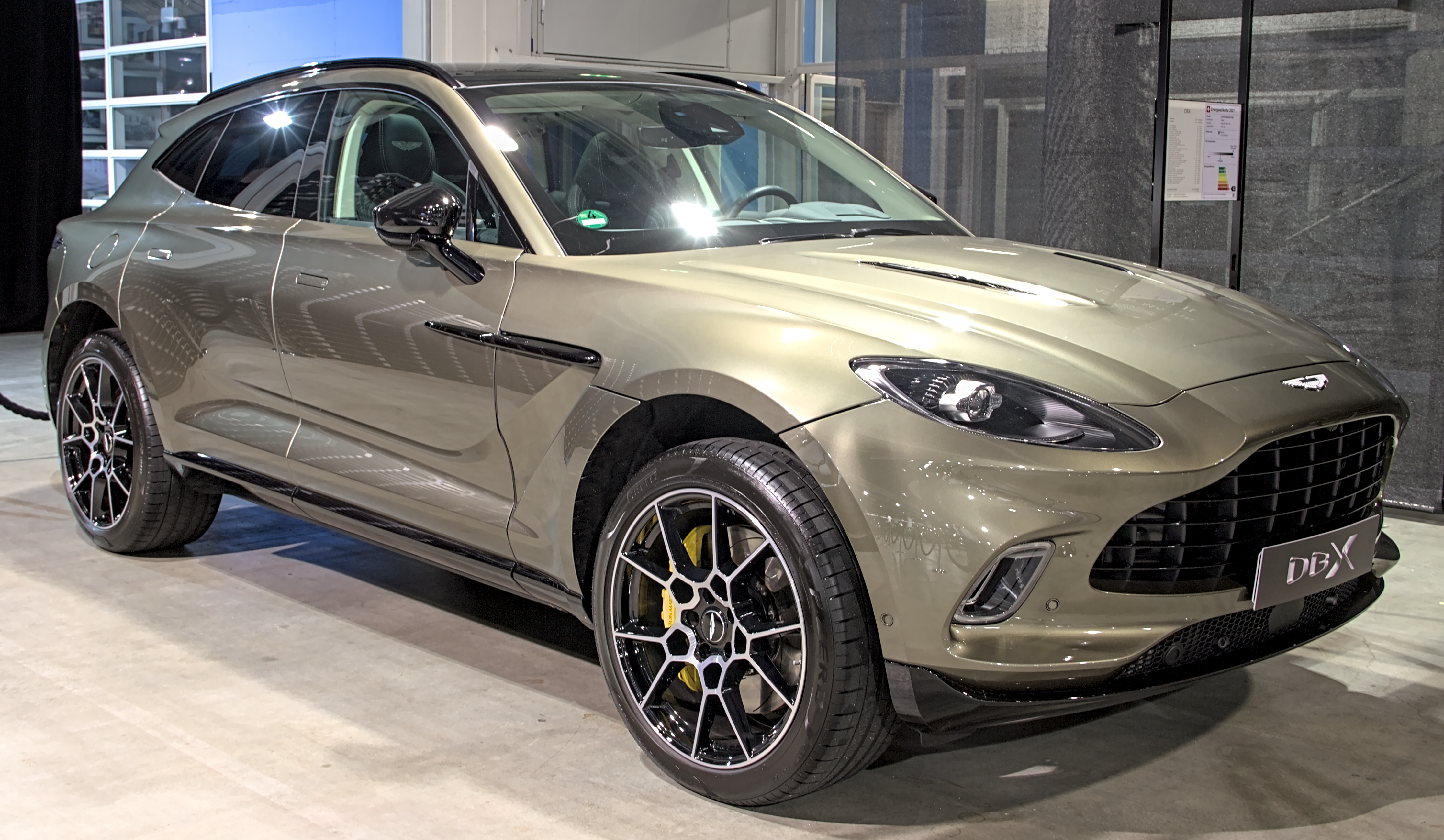
Aston Martin DBX, 2020.

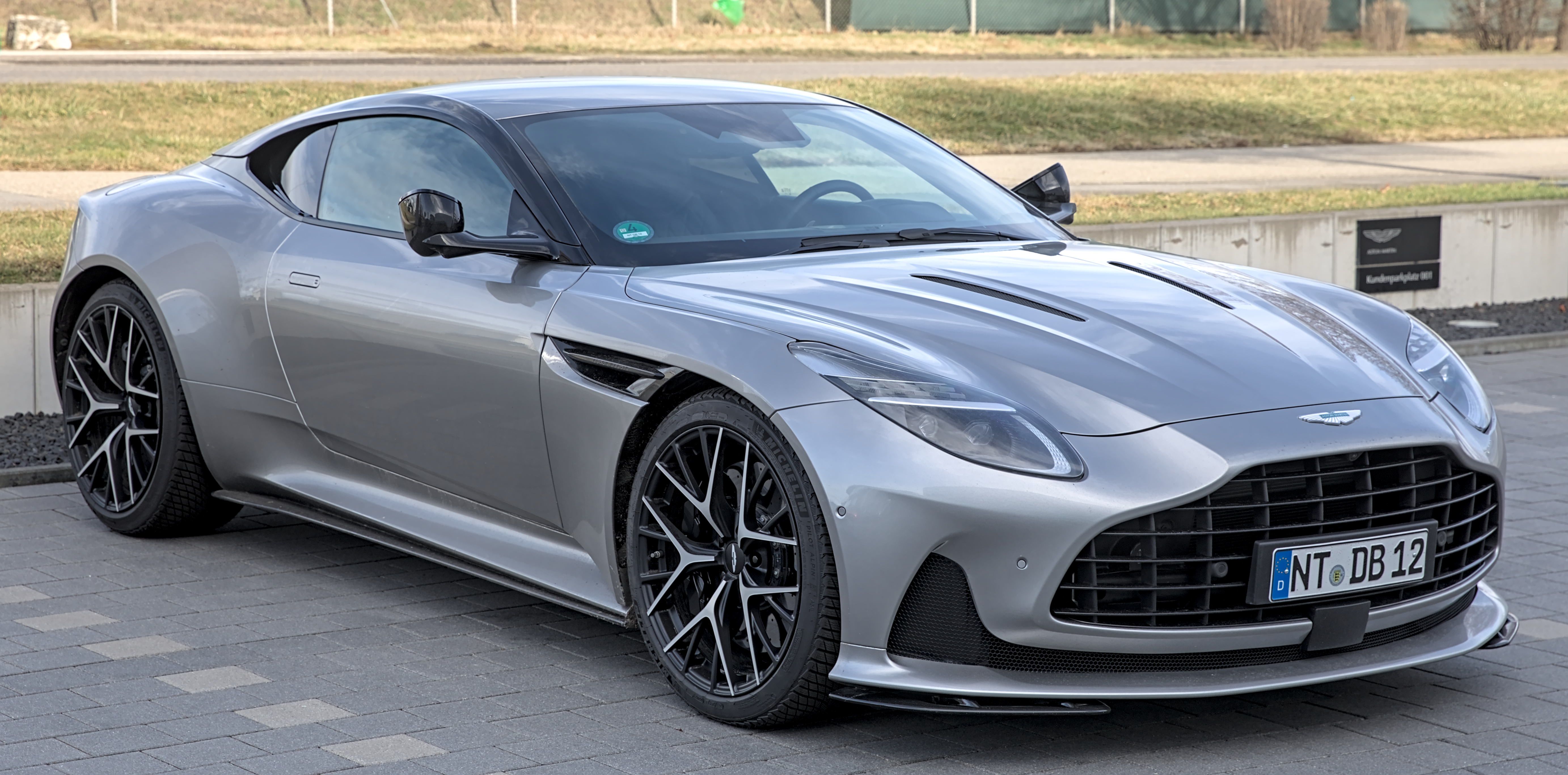
Aston Martin DB12, 2023.

- DB1 Vintage 2.0 litres (1948 - 1950)
- DB2 (1950 - 1953)
- DB3 (1951 - 1956)
- DB2/4 (1954 - 1957)
- DB Mark III (1957 - 1959)
- DB4 (1958 - 1963)
  - DB4 GT (1959 - 1963)
  - DB4 GT Zagato (1960 - 1963)
- DB5 (1963 - 1965)
- DB6 (1965 - 1970)
- DBS & DBS V8 (1967 - 1972)
- AM Vantage (1972 - 1973)
- V8 (1972 - 1989)
  - V8 Zagato (1986- 1990)
- Lagonda (1974 - 1989)
- Bulldog (concept-car de 1980 ; originellement destinée à être produite en série, la Bulldog reste finalement un exemplaire unique[25].)
- Virage (1989 - 1995)
  - Vantage V8 (1992 - 2000)
  - V8 (1996 - 2000)
- DB7 (1994 - 1999)
  - Aston Martin DB7 V12 Vantage (2000 - 2003)
  - Aston Martin V12 GT (2002 - 2003)
  - Aston Martin DB7 Vantage Zagato (2002 - 2003)
  - Aston Martin DB AR1 (2003 - 2004)
- Vanquish (2001 - 2007)
  - Vanquish S (2005 - 2007)
- DB9 (2004 - 2016)
  - DBS (2008 - 2012)
  - Virage (2011 - 2012)
- V8 Vantage (2005 - 2018)
  - V12 Vantage (2009 - 2018)
  - V12 Zagato (2012)
- Rapide (2009 -)
  - Rapide E (2019 -)
- One-77 (2009 - 2012)
- Cygnet (2011 - 2013)
- Vanquish II (2012 - 2018)
  - Vanquish Zagato (2016)
- DB10 (2015)
- Vulcan (2015)
- DB11 (2016 -)
- Vantage (2018 -)
- DBS Superleggera (2018 -  2024)
  - DBS GT Zagato (2019)
- Valkyrie (2019 -)
- DBX (2020 -)
- Valhalla (2020 -)
- AMB 001 (2020 -) première moto Aston Martin[26]
- V12 Speedster (2020 -)
- Victor (2020)
- DBR22 (2022)
- DB12 (2023 -)
- Valour (2023 -)
- Valiant (2024)
- Vanquish III (2024 -)

## Économie

### Difficultés économiques
En octobre 2015, pour faire face à des pertes économiques importantes, le PDG d'Aston Martin, Andy Palmer, annonce la suppression de près de 300 emplois sur les 2 100 que compte le Groupe.

### Ventes annuelles
Avec l'arrivée de la DB11, les ventes d'Aston Martin ont augmenté de 50 % en 2017 par rapport à 2016, avec 5 117 véhicules commercialisés, et avant même l'arrivée de la nouvelle Vantage, modèle d'entrée de gamme le plus vendu de la marque de Gaydon.
|      |       |       |       |       |       |       |       |       |       | 1 000 |       |       |       |       |       |       |       |       |       | 2 000 |       |       |       |       |       |       |       |       |       | 3 000 |       |       |       |       |       |       |       |       |       | 4 000 |       |       |       |       |       |       |       |       |       | 5 000 |       |       |       |       |       |       |       |       |       | 6 000 |       |       |       |       |       |       |       |  |  | 7 000 |  |  |  |  |  |  |
| 2012 | 3 800 | 3 800 | 3 800 | 3 800 | 3 800 | 3 800 | 3 800 | 3 800 | 3 800 | 3 800 | 3 800 | 3 800 | 3 800 | 3 800 | 3 800 | 3 800 | 3 800 | 3 800 | 3 800 | 3 800 | 3 800 | 3 800 | 3 800 | 3 800 | 3 800 | 3 800 | 3 800 | 3 800 | 3 800 | 3 800 | 3 800 | 3 800 | 3 800 | 3 800 | 3 800 | 3 800 | 3 800 | 3 800 |       |       |       |       |       |       |       |       |       |       |       |       |       |       |       |       |       |       |       |       |       |       |       |       |       |       |       |       |       |  |  |       |  |  |  |  |  |  |
| 2013 | 4 200 | 4 200 | 4 200 | 4 200 | 4 200 | 4 200 | 4 200 | 4 200 | 4 200 | 4 200 | 4 200 | 4 200 | 4 200 | 4 200 | 4 200 | 4 200 | 4 200 | 4 200 | 4 200 | 4 200 | 4 200 | 4 200 | 4 200 | 4 200 | 4 200 | 4 200 | 4 200 | 4 200 | 4 200 | 4 200 | 4 200 | 4 200 | 4 200 | 4 200 | 4 200 | 4 200 | 4 200 | 4 200 | 4 200 | 4 200 | 4 200 | 4 200 |       |       |       |       |       |       |       |       |       |       |       |       |       |       |       |       |       |       |       |       |       |       |       |       |       |  |  |       |  |  |  |  |  |  |
| 2014 | 3 661 | 3 661 | 3 661 | 3 661 | 3 661 | 3 661 | 3 661 | 3 661 | 3 661 | 3 661 | 3 661 | 3 661 | 3 661 | 3 661 | 3 661 | 3 661 | 3 661 | 3 661 | 3 661 | 3 661 | 3 661 | 3 661 | 3 661 | 3 661 | 3 661 | 3 661 | 3 661 | 3 661 | 3 661 | 3 661 | 3 661 | 3 661 | 3 661 | 3 661 | 3 661 | 3 661 | 3 661 |       |       |       |       |       |       |       |       |       |       |       |       |       |       |       |       |       |       |       |       |       |       |       |       |       |       |       |       |       |       |  |  |       |  |  |  |  |  |  |
| 2015 | 3 615 | 3 615 | 3 615 | 3 615 | 3 615 | 3 615 | 3 615 | 3 615 | 3 615 | 3 615 | 3 615 | 3 615 | 3 615 | 3 615 | 3 615 | 3 615 | 3 615 | 3 615 | 3 615 | 3 615 | 3 615 | 3 615 | 3 615 | 3 615 | 3 615 | 3 615 | 3 615 | 3 615 | 3 615 | 3 615 | 3 615 | 3 615 | 3 615 | 3 615 | 3 615 | 3 615 | 3 615 |       |       |       |       |       |       |       |       |       |       |       |       |       |       |       |       |       |       |       |       |       |       |       |       |       |       |       |       |       |       |  |  |       |  |  |  |  |  |  |
| 2016 | 3 700 | 3 700 | 3 700 | 3 700 | 3 700 | 3 700 | 3 700 | 3 700 | 3 700 | 3 700 | 3 700 | 3 700 | 3 700 | 3 700 | 3 700 | 3 700 | 3 700 | 3 700 | 3 700 | 3 700 | 3 700 | 3 700 | 3 700 | 3 700 | 3 700 | 3 700 | 3 700 | 3 700 | 3 700 | 3 700 | 3 700 | 3 700 | 3 700 | 3 700 | 3 700 | 3 700 | 3 700 |       |       |       |       |       |       |       |       |       |       |       |       |       |       |       |       |       |       |       |       |       |       |       |       |       |       |       |       |       |       |  |  |       |  |  |  |  |  |  |
| 2017 | 5 117 | 5 117 | 5 117 | 5 117 | 5 117 | 5 117 | 5 117 | 5 117 | 5 117 | 5 117 | 5 117 | 5 117 | 5 117 | 5 117 | 5 117 | 5 117 | 5 117 | 5 117 | 5 117 | 5 117 | 5 117 | 5 117 | 5 117 | 5 117 | 5 117 | 5 117 | 5 117 | 5 117 | 5 117 | 5 117 | 5 117 | 5 117 | 5 117 | 5 117 | 5 117 | 5 117 | 5 117 | 5 117 | 5 117 | 5 117 | 5 117 | 5 117 | 5 117 | 5 117 | 5 117 | 5 117 | 5 117 | 5 117 | 5 117 | 5 117 | 5 117 | 5 117 |       |       |       |       |       |       |       |       |       |       |       |       |       |       |       |  |  |       |  |  |  |  |  |  |
| 2018 | 6 441 | 6 441 | 6 441 | 6 441 | 6 441 | 6 441 | 6 441 | 6 441 | 6 441 | 6 441 | 6 441 | 6 441 | 6 441 | 6 441 | 6 441 | 6 441 | 6 441 | 6 441 | 6 441 | 6 441 | 6 441 | 6 441 | 6 441 | 6 441 | 6 441 | 6 441 | 6 441 | 6 441 | 6 441 | 6 441 | 6 441 | 6 441 | 6 441 | 6 441 | 6 441 | 6 441 | 6 441 | 6 441 | 6 441 | 6 441 | 6 441 | 6 441 | 6 441 | 6 441 | 6 441 | 6 441 | 6 441 | 6 441 | 6 441 | 6 441 | 6 441 | 6 441 | 6 441 | 6 441 | 6 441 | 6 441 | 6 441 | 6 441 | 6 441 | 6 441 | 6 441 | 6 441 | 6 441 | 6 441 | 6 441 |       |       |  |  |       |  |  |  |  |  |  |
| 2019 | 5 862 | 5 862 | 5 862 | 5 862 | 5 862 | 5 862 | 5 862 | 5 862 | 5 862 | 5 862 | 5 862 | 5 862 | 5 862 | 5 862 | 5 862 | 5 862 | 5 862 | 5 862 | 5 862 | 5 862 | 5 862 | 5 862 | 5 862 | 5 862 | 5 862 | 5 862 | 5 862 | 5 862 | 5 862 | 5 862 | 5 862 | 5 862 | 5 862 | 5 862 | 5 862 | 5 862 | 5 862 | 5 862 | 5 862 | 5 862 | 5 862 | 5 862 | 5 862 | 5 862 | 5 862 | 5 862 | 5 862 | 5 862 | 5 862 | 5 862 | 5 862 | 5 862 | 5 862 | 5 862 | 5 862 | 5 862 | 5 862 | 5 862 | 5 862 |       |       |       |       |       |       |       |       |  |  |       |  |  |  |  |  |  |
| 2020 | 3 394 | 3 394 | 3 394 | 3 394 | 3 394 | 3 394 | 3 394 | 3 394 | 3 394 | 3 394 | 3 394 | 3 394 | 3 394 | 3 394 | 3 394 | 3 394 | 3 394 | 3 394 | 3 394 | 3 394 | 3 394 | 3 394 | 3 394 | 3 394 | 3 394 | 3 394 | 3 394 | 3 394 | 3 394 | 3 394 | 3 394 | 3 394 | 3 394 | 3 394 |       |       |       |       |       |       |       |       |       |       |       |       |       |       |       |       |       |       |       |       |       |       |       |       |       |       |       |       |       |       |       |       |       |  |  |       |  |  |  |  |  |  |
| 2021 | 6 182 | 6 182 | 6 182 | 6 182 | 6 182 | 6 182 | 6 182 | 6 182 | 6 182 | 6 182 | 6 182 | 6 182 | 6 182 | 6 182 | 6 182 | 6 182 | 6 182 | 6 182 | 6 182 | 6 182 | 6 182 | 6 182 | 6 182 | 6 182 | 6 182 | 6 182 | 6 182 | 6 182 | 6 182 | 6 182 | 6 182 | 6 182 | 6 182 | 6 182 | 6 182 | 6 182 | 6 182 | 6 182 | 6 182 | 6 182 | 6 182 | 6 182 | 6 182 | 6 182 | 6 182 | 6 182 | 6 182 | 6 182 | 6 182 | 6 182 | 6 182 | 6 182 | 6 182 | 6 182 | 6 182 | 6 182 | 6 182 | 6 182 | 6 182 | 6 182 | 6 182 | 6 182 |       |       |       |       |       |  |  |       |  |  |  |  |  |  |
| 2022 | 6 412 | 6 412 | 6 412 | 6 412 | 6 412 | 6 412 | 6 412 | 6 412 | 6 412 | 6 412 | 6 412 | 6 412 | 6 412 | 6 412 | 6 412 | 6 412 | 6 412 | 6 412 | 6 412 | 6 412 | 6 412 | 6 412 | 6 412 | 6 412 | 6 412 | 6 412 | 6 412 | 6 412 | 6 412 | 6 412 | 6 412 | 6 412 | 6 412 | 6 412 | 6 412 | 6 412 | 6 412 | 6 412 | 6 412 | 6 412 | 6 412 | 6 412 | 6 412 | 6 412 | 6 412 | 6 412 | 6 412 | 6 412 | 6 412 | 6 412 | 6 412 | 6 412 | 6 412 | 6 412 | 6 412 | 6 412 | 6 412 | 6 412 | 6 412 | 6 412 | 6 412 | 6 412 | 6 412 | 6 412 | 6 412 |       |       |  |  |       |  |  |  |  |  |  |
| 2023 | 6 620 | 6 620 | 6 620 | 6 620 | 6 620 | 6 620 | 6 620 | 6 620 | 6 620 | 6 620 | 6 620 | 6 620 | 6 620 | 6 620 | 6 620 | 6 620 | 6 620 | 6 620 | 6 620 | 6 620 | 6 620 | 6 620 | 6 620 | 6 620 | 6 620 | 6 620 | 6 620 | 6 620 | 6 620 | 6 620 | 6 620 | 6 620 | 6 620 | 6 620 | 6 620 | 6 620 | 6 620 | 6 620 | 6 620 | 6 620 | 6 620 | 6 620 | 6 620 | 6 620 | 6 620 | 6 620 | 6 620 | 6 620 | 6 620 | 6 620 | 6 620 | 6 620 | 6 620 | 6 620 | 6 620 | 6 620 | 6 620 | 6 620 | 6 620 | 6 620 | 6 620 | 6 620 | 6 620 | 6 620 | 6 620 | 6 620 | 6 620 |  |  |       |  |  |  |  |  |  |
| 2024 | 6 030 | 6 030 | 6 030 | 6 030 | 6 030 | 6 030 | 6 030 | 6 030 | 6 030 | 6 030 | 6 030 | 6 030 | 6 030 | 6 030 | 6 030 | 6 030 | 6 030 | 6 030 | 6 030 | 6 030 | 6 030 | 6 030 | 6 030 | 6 030 | 6 030 | 6 030 | 6 030 | 6 030 | 6 030 | 6 030 | 6 030 | 6 030 | 6 030 | 6 030 | 6 030 | 6 030 | 6 030 | 6 030 | 6 030 | 6 030 | 6 030 | 6 030 | 6 030 | 6 030 | 6 030 | 6 030 | 6 030 | 6 030 | 6 030 | 6 030 | 6 030 | 6 030 | 6 030 | 6 030 | 6 030 | 6 030 | 6 030 | 6 030 | 6 030 | 6 030 | 6 030 |       |       |       |       |       |       |  |  |       |  |  |  |  |  |  |

### Lieux de production
La marque Aston Martin est produite à Gaydon en Angleterre.

### Export
2009 : Arrivée officielle en Suède, en Croatie
2010 : Arrivée officielle en Pologne, au Chili
2011 : Arrivée officielle en Ukraine, en Turquie
2013 : Arrivée officielle au Mexique
2009 : Arrivée officielle au Maroc
2019 : Arrivée officielle en Roumanie
En 2015, Aston Martin distribue ses véhicules dans les pays suivants :
- Afrique du Sud
- Allemagne
- Arabie saoudite
- Australie
- Autriche
- Azerbaïdjan
- Bahreïn
- Belgique
- Brésil
- Canada
- Chili
- Chine
- Danemark
- Égypte
- Émirats arabes unis
- Espagne
- États-Unis
- France
- Grèce
- Hong Kong
- Inde
- Indonésie
- Israël
- Italie
- Japon
- Corée du Sud
- Koweït
- Liban
- Luxembourg
- Macao
- Maroc
- Mexique
- Monaco
- Nouvelle-Zélande
- Norvège
- Oman
- Pays-Bas
- Pologne
- Portugal
- Qatar
- Royaume-Uni
- Singapour
- Suède
- Suisse
- Taïwan
- Thaïlande
- Turquie
- Ukraine

## Courses automobiles
Très tôt, les voitures Aston Martin (comme ses concurrentes anglaises Jaguar et Bentley) sont engagées dans les courses d'endurance, préférant délaisser les Grands Prix. En 1931, les Aston Martin participent pour la première fois aux 24 Heures du Mans. Grâce au partenariat avec David Brown, ils remportent l'épreuve en 1959.
Les voitures sont également engagées en Formule 1, mais n'obtiennent aucun résultat satisfaisant. En 2004, la légende renaît avec l'écurie Aston Martin Racing qui devient champion du monde d'endurance 2014 dans la catégorie GTAm. En 2016 la marque devient également un des sponsors de l'écurie Red Bull Racing, et devient sponsor en titre de cette dernière de 2018 à 2020.

### Modèles de voitures de course
- Aston Martin DB3 (1950-1953)
- Aston Martin DB3S (1953-1956)
- Aston Martin DBR1 (1956-1959)
- Aston Martin DBR2 (1957-1958)
- Aston Martin DBR3 (1958)
- Aston Martin DBR4 (1959)
- Aston Martin DBR5 (1960)
- Aston Martin DP212 (1962)
- Aston Martin DP214 (1963)
- Aston Martin DP215 (1963)
- Aston Martin RHAM/1 (1976-1979)
- Aston Martin AMR1 (1989)
- Aston Martin AMR2 (1989)
- Aston Martin DBR9 (2005-2008)
- Aston Martin DBRS9 (2005-2008)
- Aston Martin V8 Vantage N24 (2006-2008)
- Aston Martin V8 Vantage Rally GT (2006-2010)
- Aston Martin V8 Vantage GT2 (2008-2017)
- Aston Martin V12 Vantage GT3 (2012)
- Aston Martin V8 Vantage GT4 (2008-2018)
- Aston Martin DBR1-2 (2009)
- Aston Martin AMR-One (2011)
- Aston Martin Vantage GTE (2018-)
- Aston Martin Vantage GT3 (2018)
- Aston Martin Vantage GT4 (2018)
- Aston Martin AMR21 (2021)
- Aston Martin AMR22 (2022)
- Aston Martin AMR23 (2023)
- Aston Martin AMR24 (2024)
- Aston Martin AMR25 (2025)
- Aston Martin Valkyrie (2025-)

### 24 Heures du Mans
| Année | Écurie                               | Châssis | Numéro | Catégorie   | Pilotes                                          | Résultats  |
| ----- | ------------------------------------ | ------- | ------ | ----------- | ------------------------------------------------ | ---------- |
| 1928  | Aston Martin Cars Ltd Lord Charnwood |         | 25     | 1500        | Augusto Cesare Bertelli Capt. George E.T. Eyston | Abandon    |
| 1928  | Aston Martin Cars Ltd Lord Charnwood |         | 26     | 1500        | Jack Bezzant Cyril Paul                          | Abandon    |
| 1931  | Aston Martin Cars Ltd                | LM6     | 24     | 1001 à 1500 | Humphrey Cook Jack Bezzant                       | Abandon    |
| 1931  | Aston Martin Cars Ltd                | LM5     | 25     | 1001 à 1500 | Augusto Cesare Bertelli Maurice Harvey           | 5e         |
| 1931  | Aston Martin Cars Ltd                | LM7     | 26     | 1001 à 1500 | Sammy Newsome Kenneth Peacock                    | Abandon    |
| 1932  | Aston Martin Cars Ltd                | LM      | 20     | 1001 à 1500 | Henken Widengren Sammy Newsome                   | 5e         |
| 1932  | Aston Martin Cars Ltd                | LM      | 21     | 1001 à 1500 | Patrick Driscoll Augusto Cesare Bertelli         | 7e         |
| 1932  | Aston Martin Cars Ltd                | LM      | 22     | 1001 à 1500 | Kenneth Peacock Jack Bezzant                     | Abandon    |
| 1933  | Aston Martin Cars Ltd                | Ulster  | 24     | 1001 à 1500 | Augusto Cesare Bertelli Sydney Charles Davis     | 7e         |
| 1933  | Aston Martin Cars Ltd                | Ulster  | 25     | 1001 à 1500 | Clifton Penn-Hughes Patrick Driscoll             | 5e         |
| 1933  | Aston Martin Cars Ltd                | Ulster  | 26     | 1001 à 1500 | Elsie Wisdom Mortimer Herbert Morris-Goodall     | Abandon    |
| 1934  | Aston Martin Cars Ltd                | Ulster  | 21     | 1001 à 1500 | Clifton Penn-Hughes Augusto Cesare Bertelli      | Non-classé |
| 1934  | Aston Martin Cars Ltd                | Ulster  | 22     | 1001 à 1500 | Thomas Stewart Forthringham John Appleton        | Abandon    |
| 1934  | Aston Martin Cars Ltd                | Ulster  | 23     | 1001 à 1500 | Mortimer Herbert Morris-Goodall John Elwes       | Abandon    |
| 1949  | Aston Martin Lagonda                 | DB2     | 19     | 2001 à 3000 | Leslie Johnson Charles Brackenburry              | Abandon    |
| 1950  | Aston Martin Cars Ltd                | DB2     | 19     | 2001 à 3000 | George Abecassis Lance Macklin                   | 5e         |
| 1950  | Aston Martin Cars Ltd                | DB2     | 20     | 2001 à 3000 | Eric Thompson John Stapleton Gordon              | Abandon    |
| 1950  | Aston Martin Cars Ltd                | DB2     | 21     | 2001 à 3000 | Charles Brackenburry Reg Parnell                 | 6e         |
| 1951  | Aston Martin Cars Ltd                | DB2     | 24     | 2001 à 3000 | Reg Parnell David Hampshire                      | 7e         |
| 1951  | Aston Martin Cars Ltd                | DB2     | 25     | 2001 à 3000 | George Abecassis Brian Shawe-Taylor              | 5e         |
| 1951  | Aston Martin Cars Ltd                | DB2     | 26     | 2001 à 3000 | Lance Macklin Eric Thompson                      | 3e         |
| 1952  | Aston Martin Cars Ltd                | DB3     | 25     | 2001 à 3000 | Lance Macklin Peter Collins                      | Abandon    |
| 1952  | Aston Martin Cars Ltd                | DB3     | 26     | 2001 à 3000 | Dennis Poore Pat Griffith                        | Abandon    |
| 1952  | Aston Martin Cars Ltd                | DB3     | 27     | 2001 à 3000 | Reg Parnell Eric Thompson                        | Abandon    |
| 1953  | Aston Martin Cars Ltd                | DB3S    | 25     | 2001 à 3000 | Reg Parnell Peter Collins                        | Abandon    |
| 1953  | Aston Martin Cars Ltd                | DB3S    | 26     | 2001 à 3000 | Roy Salvadori George Abecassis                   | Abandon    |
| 1953  | Aston Martin Cars Ltd                | DB3S    | 27     | 2001 à 3000 | Dennis Poore Eric Thompson                       | Abandon    |
| 1954  | David Brown                          | DB3S    | 8      | 2001 à 3000 | Reg Parnell Roy Salvadori                        | Abandon    |
| 1954  | David Brown                          | DB3S    | 20     | 2001 à 3000 | Prince Bira Peter Collins                        | Abandon    |
| 1954  | David Brown                          | DB3S    | 21     | 2001 à 3000 | Graham Whitehead Jimmy Stewart                   | Abandon    |
| 1954  | David Brown                          | DB3S    | 22     | 2001 à 3000 | Carroll Shelby Paul Frère                        | Abandon    |
| 1955  | Aston Martin Cars Ltd                | DB3S    | 23     | 2001 à 3000 | Peter Collins Paul Frère                         | 2e         |
| 1955  | Aston Martin Cars Ltd                | DB3S    | 24     | 2001 à 3000 | Roy Salvadori Peter Walker                       | Abandon    |
| 1955  | Aston Martin Cars Ltd                | DB3S    | 25     | 2001 à 3000 | John Riseley-Prichard Tony Brooks                | Abandon    |
| 1956  | Aston Martin Cars Ltd                | DB3S    | 8      | 2001 à 3000 | Peter Collins Stirling Moss                      | 2e         |
| 1956  | Aston Martin Cars Ltd                | DB3S    | 9      | 2001 à 3000 | Roy Salvadori Peter Walker                       | Abandon    |
| 1956  | Aston Martin Cars Ltd                | DB3S    | 14     | 2001 à 3000 | Reg Parnell Tony Brooks                          | Abandon    |
| 1957  | David Brown                          | DBR2    | 5      | 3001 à 5000 | Peter Whitehead Graham Whitehead                 | Abandon    |
| 1957  | David Brown                          | DBR1    | 19     | 2001 à 3000 | Les Leston Roy Salvadori                         | Abandon    |
| 1957  | David Brown                          | DBR1    | 20     | 2001 à 3000 | Noël Cunningham-Reid Tony Brooks                 | Abandon    |
| 1957  | David Brown                          | DB3S    | 21     | 2001 à 3000 | Jean Kerguen Jean-Paul Colas                     | 11e        |
| 1958  | David Brown Racing Dept.             | DBR1    | 2      | 2001 à 3000 | Jack Brabham Stirling Moss                       | Abandon    |
| 1958  | David Brown Racing Dept.             | DBR1    | 3      | 2001 à 3000 | Maurice Trintignant Tony Brooks                  | Abandon    |
| 1958  | David Brown Racing Dept.             | DBR1    | 4      | 2001 à 3000 | Stuart Lewis-Evans Roy Salvadori                 | Abandon    |
| 1959  | David Brown Racing Dept.             | DBR1    | 4      | Sport       | Jack Fairman Stirling Moss                       | Abandon    |
| 1959  | David Brown Racing Dept.             | DBR1    | 5      | Sport       | Carroll Shelby Roy Salvadori                     | 1er        |
| 1959  | David Brown Racing Dept.             | DBR1    | 6      | Sport       | Paul Frère Maurice Trintignant                   | 2e         |
| 1962  | David Brown Racing Dept.             | DP212   | 11     | EXP         | Richie Ginther Graham Hill                       | Abandon    |
| 1963  | David Brown Aston Martin Lagonda     | DP214   | 7      | GT          | Jo Schlesser Bill Kimberley                      | Abandon    |
| 1963  | David Brown Aston Martin Lagonda     | DP214   | 8      | GT          | Innes Ireland Bruce McLaren                      | Abandon    |
| 1963  | David Brown Aston Martin Lagonda     | DP215   | 18     | P           | Phil Hill Lucien Bianchi                         | Abandon    |
| 1989  | Aston Martin Cars Ltd                | AMR1    | 18     | C           | Michael Roe Costas Los Brian Redman              | 11e        |
| 1989  | Aston Martin Cars Ltd                | AMR1    | 19     | C           | Ray Mallock David Leslie David Sears             | Abandon    |

## Aston Martin et James Bond
Les voitures Aston Martin sont récurrentes dans les films de James Bond. Les modèles de la marque apparaissent dans les films suivants :
- Goldfinger (1964) : DB4 et DB5
- Opération Tonnerre (1965) : DB5
- Au service secret de Sa Majesté (1969) : DBS
- Les diamants sont éternels (1971) : DBS
- Tuer n'est pas jouer (1987) : V8 Vantage Volante
- GoldenEye (1995) : DB5
- Demain ne meurt jamais (1997) : DB5
- Le monde ne suffit pas (1999) : DB5
- Meurs un autre jour (2002) : V12 Vanquish
- Casino Royale (2006) : DB5 et DBS V12
- Quantum of Solace (2008) : DBS V12
- Skyfall (2012) : DB5[39]
- Spectre (2015) : DB10 et DB5
- Mourir peut attendre (2020) : DB5, V8 Vantage, DBS Superleggera et Valhalla